# Psychometrisch instrument
Een psychometrisch instrument is een verzameling vragen (ook wel items genoemd) die erop gericht zijn een of meer specifieke psychologische eigenschappen van personen in kaart te brengen. Kenmerkend verschil met andere vormen van meten is dat de constructen die onderwerp van onderzoek zijn, doorgaans niet direct te observeren zijn. Het psychometrisch instrument probeert daarom indirect het achterliggende construct te meten. Voorbeelden van psychometrische constructen die gemeten kunnen worden zijn intelligentie, attituden ten opzichte van merken, mate van angststoornissen, et cetera.
Vaak worden voor speciale schalen gebruikt om de antwoorden numeriek interpreteerbaar te maken. Voorbeelden van dergelijke schalen zijn de likertschaal, Guttmanschaal en Mokkenschaal.
Thurstoneschaal · Likertschaal · Guttmanschaal · semantisch differentiaal · Stapelschaal · Justerschaal · visueel analoge schaal